# Lohnstorf
Lohnstorf is een plaats en voormalige gemeente in het Zwitserse kanton Bern, en maakt deel uit van het district Bern-Mittelland.
Lohnstorf telt 220 inwoners.